# Elsa Charretier
 (août 2016).
Elsa Charretier est une dessinatrice française de bandes dessinées et de comics.

## Biographie
Après avoir été pendant quelques années comédienne pour le cinéma, Elsa Charretier commence sa carrière de dessinatrice chez Wanga Comics en illustrant Æternum Vale scénarisé par Pierrick Colinet. En 2014, pour le lancement de leur nouveau projet The Infinite Loop, ils lancent conjointement une campagne de crowfunding.
The Infinite Loop est ensuite édité aux États-Unis par IDW et en France par les éditions Glénat Comics.
En 2014, George R. R. Martin annonce que son recueil de nouvelles Elle qui chevauche les tempêtes sera adapté en roman graphique, avec Elsa Charretier au dessin.
Elsa Charretier travaille ensuite avec les éditeurs américains Image Comics pour un numéro de C.O.W.L., DC Comics, qui lui confie à partir de 2016 des épisodes des séries Starfire, Harley Quinn et Bombshells, et Marvel Comics pour la série Unstoppable wasp.

### Influences
Elsa Charretier indique avoir été influencée par Yanick Paquette, Charlie Adlard et Marco Rudy.
Son trait rappelle également le travail de Bruce Timm et de Darwyn Cooke, dont elle revendique l'influence.

## Œuvres
- Æternum Vale (2013, Wanga Comics)
- Le Garde Républicain, tome 3 (2014, Hexagon Comics)
- The Infinite Loop (depuis 2015, Glénat Comics)
- Starfire #9 (2016, DC Comics)
- Harley Quinn #30 (2016, DC Comics)[4]
- November (2022, Éditions Sarbacane)
- Love Everlasting (depuis 2023, Urban Comics)